# やさしい悪魔
「やさしい悪魔」（やさしいあくま）は、1977年3月1日に発売されたキャンディーズの13枚目のシングル。

## 解説
「やさしい悪魔」は、それまでのキャンディーズの清楚なイメージを一新、アン・ルイスのデザインによる大胆な衣装と“デビルサイン”を含めた斬新な振り付け、“大人化計画”に応えた詞曲も話題を呼んだ。喜多條忠の詞先で、作曲・吉田拓郎独特の“拓郎節”が展開される。拓郎も、多くの楽曲提供の中でも特に「あぁ、俺すげー良い曲作った」と自身で評価する曲で、「文句なし。あの頃のキャンディーズにはない、その後の日本のポップス界にはない、60年代のアメリカンポップスのリズム＆ブルースから来ているメロディライン」と解説している。キャンディーズのベスト・ソングに挙げられる機会も多く、キャンディーズファン・石破茂も「音楽的に完成度が一番高い名曲」と話し、キャンディーズ自身も「私たちの代表曲」と話している。発売の時点ではキャンディーズ最大のヒットを記録した。解散コンサート時点でのシングル売上は累計52万枚（CBS・ソニー調べ）。
「やさしい悪魔」は音域の広い難曲で、歌のうまいキャンディーズもレコーディングに苦戦し、「歌えません」と音を上げたと言われている。これはキャンディーズファンだった作曲者の吉田拓郎が、レコーディングでキャンディーズに歌唱指導をしたいがために、わざと難しくしたと噂が出た。
レコードではサビとエンディングは3声和音、それ以外はソロ、ユニゾン、2声和音とバラエティに富む歌唱である。サビやスキャットで始まらないシングル曲としてはめずらしく、冒頭部付近に和音がある（この曲以外には、終始3声和音の「あなたに夢中」のみが該当する）。この和音は、歌番組などでは当初はレコードと同じように歌われたが、間もなくユニゾンに置き換えられた。
レコーディングでは、吉田拓郎がギター持参でキャンディーズと共にスタジオに入り、付きっ切りで歌唱指導、自らも試行錯誤を重ねた。コーラスで参加した他、印象的な忍び寄る悪魔のようなイントロの靴音は、拓郎が様々な靴の音を試し、スタジオに同席していたCBSソニーの若松宗雄が履いていたブーツで作り上げたものである。
本楽曲で『第28回NHK紅白歌合戦』へキャンディーズは3年連続3回目の出場を果たしたが、これが最後の紅白出演となった（但し、田中好子は14年後の1991年『第42回NHK紅白歌合戦』に特別審査員として、伊藤蘭は46年後の2023年『第74回NHK紅白歌合戦』にソロとして出演。
「やさしい悪魔」「あなたのイエスタデイ」ともに4月リリースのアルバム『キャンディーズ1+1⁄2〜やさしい悪魔〜』に収録された。
吉田拓郎が1977年4月25日に発表したカバーアルバム『ぷらいべえと』でも、拓郎自身が歌唱したものが収録されている。『ぷらいべえと』のジャケットの女の子の絵は、拓郎が「やさしい悪魔」のジャケット写真の伊藤蘭を書いたもの。

### レア音源
シングル盤の初回製造分は一般にCD化されている音源とは演奏のパーカッションが異なる通称「木魚バージョン」で発売されたが、すぐに差し替えられた。サビにコツコツというヒールの靴音を模したウッドブロックの音が大きめに聞こえて、それが木魚をポクポク叩く音に似ていることから、ファンの間で長年そう呼ばれてきた。この音はサビ以外にも、ギターソロやエンディング部まで入っている。さらにジャケット裏で告知されているニューアルバムの発売日がセカンド・プレスでは「4月21日発売!」になっているが、初回製造分は「4月1日発売!」となっている。初回製造分は永らくCD化されておらず、ファンの問い合わせに対し「マスターテープが見つからない」とソニーが回答していたが、2008年9月3日に発売された『キャンディーズ・タイムカプセル』の中の紙ジャケット復刻アルバムの一つである『キャンディーズ1+1⁄2〜やさしい悪魔〜』にボーナス・トラックとして、「初期プレス・ミックス・ヴァージョン」と銘打って収録された。
なお、『CANDIES PREMIUM～ALL SONGS CD BOX～』や『キャンディーズ・タイムカプセル』などに収録されているオリジナル・カラオケは「木魚バージョン」のカラオケである。

## 収録曲
- 両楽曲共に、作詞：喜多條忠／作曲：吉田拓郎／編曲：馬飼野康二

1. やさしい悪魔（3分36秒）
2. あなたのイエスタデイ（3分56秒）

## カバー
「やさしい悪魔」
- クリスタル・スリー（1979年、LP『キャンディーズ・ディスコ・ヒート』収録。歌詞は英語（訳詞：MITSU NANAMI））
- 吉田拓郎（アルバム『ぷらいべえと』収録）
- 小泉今日子（カバーアルバム『ナツメロ』収録）
- 茉奈 佳奈（カバーアルバム『ふたりうた』収録）
- Orange Caramel（日本デビューシングル『やさしい悪魔』）
- 徳永英明（カバーアルバム『VOCALIST 6』収録）
- まちだガールズクワイア（シングル『恋するポルカドットポルカ』アルバム『MGC CLASSICS Vol.1』収録）
- 渡辺美里（カバーアルバム『Face to Face～うたの木～』収録）

「あなたのイエスタデイ」
- 栗林みえ（シングル『春になったら』のc/wとして収録）。

## その他
『ジャッカー電撃隊』（テレビ朝日系）9話「7ストレート!!地獄の必殺拳」で、ハートクインことカレン水木（ミッチー・ラブ）が、夜の都会で麻薬捜査をしているシーンに流された。